# Kulmbach
Kulmbach (pronunciación en alemán: /ˈkʊlmbax/ⓘ) es una localidad alemana, capital del distrito homónimo de Kulmbach, en Baviera. Es famosa por el castillo de Plassenburg, que contiene el mayor museo de figuras de peltre del mundo (soldados de metal) y sus famosas salchichas llamadas "Bratwurst".

## Geografía
Kulmbach se encuentra en el centro del distrito de Baviera llamado Alta Franconia, a unos 25 km al noroeste de la ciudad de Bayreuth. Al sur de Kulmbach el río Meno se forma mediante la confluencia de los arroyos Meno blanco y Meno rojo.

## Historia

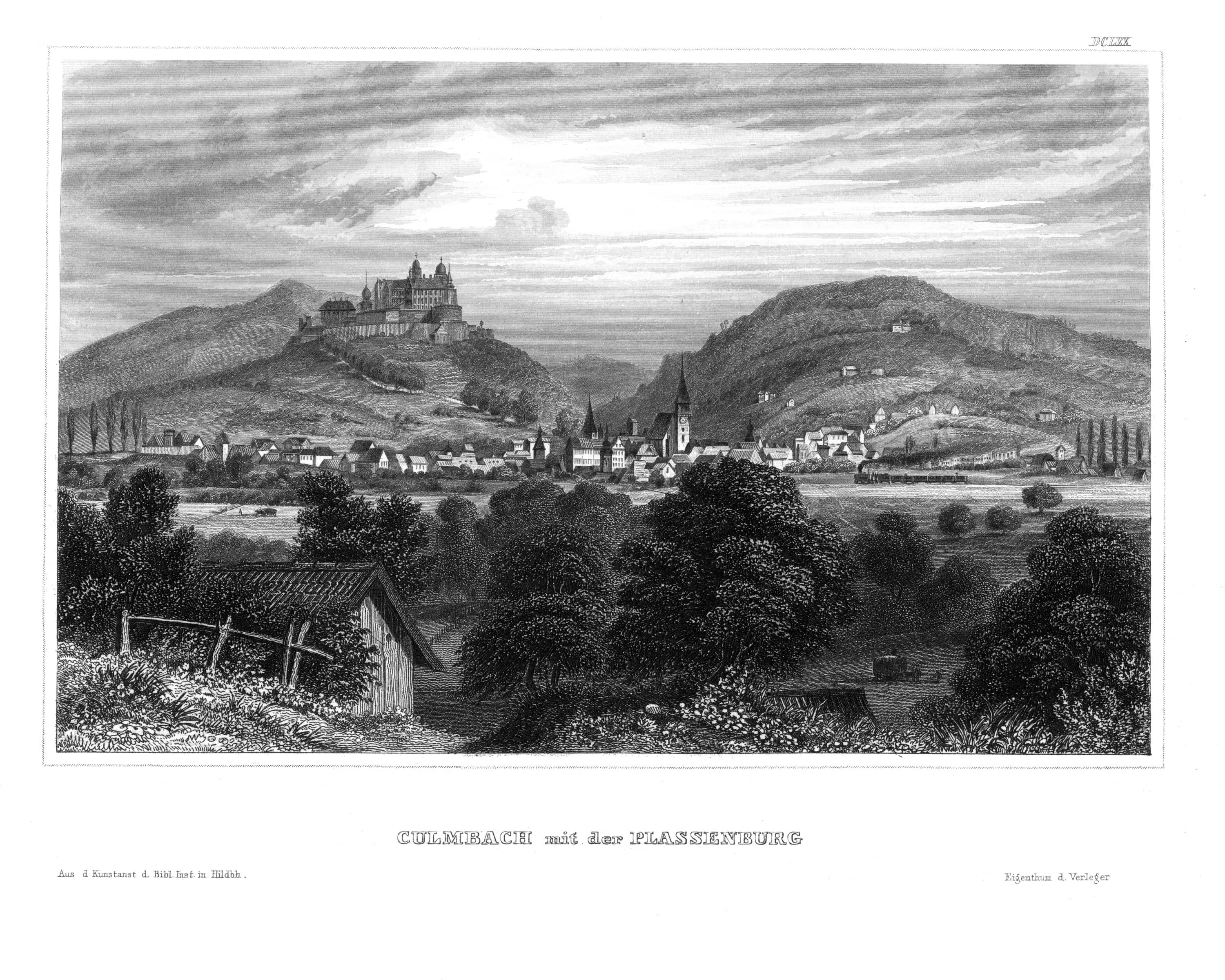
Vista de Kulmbach en una lámina antigua

Hacia 1900 tenía contabilizada una población de 9428 habitantes.